# Brass Castle
Brass Castle és una concentració de població designada pel cens dels Estats Units a l'estat de Nova Jersey. Segons el cens del 2000 tenia 1.507 habitants.

## Demografia
Segons el cens del 2000, Brass Castle tenia 1.507 habitants, 517 habitatges, i 436 famílies. La densitat de població era de 199,3 habitants/km².
Dels 517 habitatges en un 42,4% hi vivien nens de menys de 18 anys, en un 75,2% hi vivien parelles casades, en un 6,6% dones solteres, i en un 15,5% no eren unitats familiars. En el 13,5% dels habitatges hi vivien persones soles el 7,9% de les quals corresponia a persones de 65 anys o més que vivien soles. El nombre mitjà de persones vivint en cada habitatge era de 2,91 i el nombre mitjà de persones que vivien en cada família era de 3,18.
Per edats la població es repartia de la següent manera: un 28,4% tenia menys de 18 anys, un 5,6% entre 18 i 24, un 28,4% entre 25 i 44, un 25,3% de 45 a 60 i un 12,3% 65 anys o més.
L'edat mediana era de 39 anys. Per cada 100 dones de 18 o més anys hi havia 95,1 homes.
La renda mediana per habitatge era de 79.227 $ i la renda mediana per família de 84.783 $. Els homes tenien una renda mediana de 51.689 $ mentre que les dones 35.690 $. La renda per capita de la població era de 32.393 $. Aproximadament el 5,1% de les famílies i el 4,3% de la població estaven per davall del llindar de pobresa.

## Poblacions més properes
El següent diagrama mostra les poblacions més properes.